# Ephelodes prasinus
Ephelodes prasinus är en insektsart som beskrevs av Alexander Fyodorovich Emeljanov 1972. Ephelodes prasinus ingår i släktet Ephelodes och familjen dvärgstritar. Inga underarter finns listade i Catalogue of Life.